# مبانی تربیت بدنی و ورزش
مبانی تربیت بدنی و ورزش کتابی از دبورا ا. وئست. چارزا بوچر با ترجمهٔ احمد آزاد است که در سال ۱۳۷۴ منتشر و در مراسم کتاب سال جمهوری اسلامی ایران به‌عنوان کتاب برگزیده معرفی شد.